# ダグ・オニール
ダグラス・F・"ダグ"・オニール（Douglas F. "Doug" O'Neill、1968年5月24日 - ）は、アメリカ合衆国のサラブレッド競馬の調教師。ミシガン州ディアボーンの出身で、2020年現在は家族とともにカリフォルニア州サンタモニカに在住。おもな調教馬に、2012年のケンタッキーダービーとプリークネスステークスの勝ち馬であるアイルハヴアナザー、2016年のケンタッキーダービー優勝馬ナイキストなどがいる。  

## 経歴
オニールはミシガン州ディアボーンの出身。10歳のときにカリフォルニア州サンタモニカに移り住み、父のパトリックがサンタアニタパークに競馬を見に連れて行っていた。オニールは高校在学中にホットウォーカーになり、その後デルマー競馬場で働き、1989年に調教師の免許を取得した。彼の兄弟であるデニスは、馬産界のエージェントであり、馬の競売にあたって代理人などを務めている。 
2000年代初頭までに、オニールはカリフォルニア競馬における主要人物のひとりとなり、一時は南カリフォルニアで最大の厩舎を持ち、アメリカ競馬で最大の成功を収めた人物のひとりと称えられた。オニールが初めてG1競走での勝利を手にしたのは2002年で、スカイジャックがハリウッドゴールドカップで優勝したことで達成した。オニール自身もG1初挑戦での勝利であった。 
2003年にはジャパンカップダートで国外での優勝で手にし、また2005年にはブリーダーズカップの優勝で世界的に注目を集めた。 
2006年、オニールの調教したラヴァマンはサンタアニタハンデキャップ、ハリウッドゴールドカップ、パシフィッククラシックなどで優勝した。 
オニールの馬が初めてケンタッキーダービーに出走したのは2007年のことで、リキッディティとグレートハンターの2頭を送り込んでいた。 

## 2012年シーズンと薬物問題

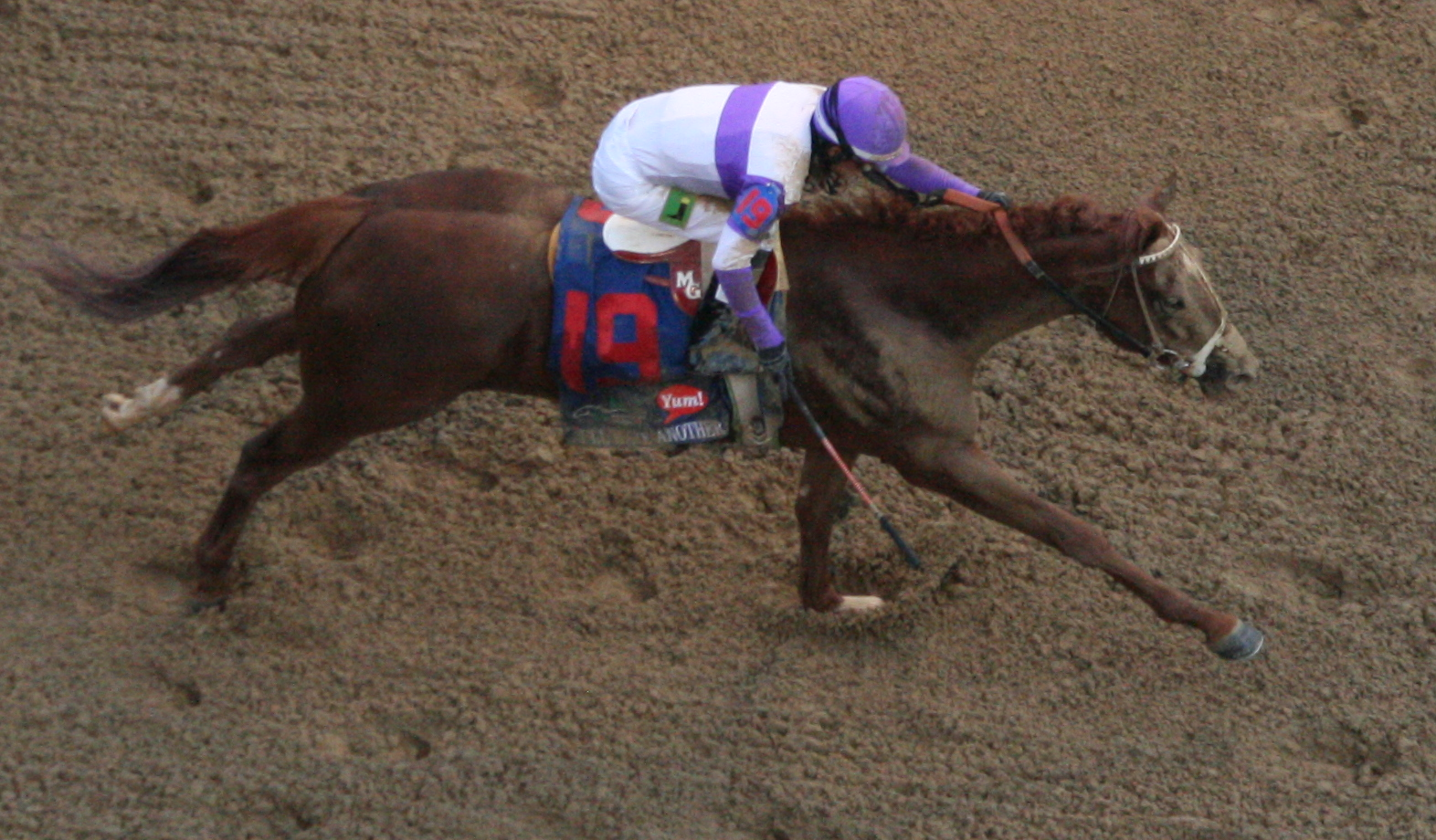
渦中の馬、アイルハヴアナザー

ジョン・ポール・レダムはオニールの懇意にしている馬主のひとりで、2000年代半ばよりオニール厩舎に馬を送り込んでいた。そのレダムの馬で、オニールが調教したアイルハヴアナザーは、 2012年5月5日にケンタッキーダービーに出走、これに優勝した。さらにプリークネスステークスも優勝し、三冠の候補にまで上り詰めた。しかし、その間にオニールは投薬規則に対する複数の違反のため、45日間の調教停止処分が科せられた。 
ダービーで優勝した数日後、ニューヨーク・タイムズの記者であるジョー・ドレープとウォルト・ボグダニッチは、オニールの薬物違反の広範な歴史について話し合う記事を寄稿、これは同紙の表紙に掲載された。ボグダニッチは、オニールが15種の薬物薬物違反を行い、馬に対して「ミルクシェイキング」したことを発見した。NPRのフランク・デフォードは追加の批判を含む彼の見解を表明し、オニールと馬主の両方に対して「アイルハヴアナザーはベルモントに勝つに値しないでしょう。オニールは魅力的な人物であるにもかかわらず、薬物でだましています」と表明した。 
複数の薬物違反の報告の結果、オニールは「"ドラッグ"オニール」というニックネームで呼ばれるようにもなった。しかし、 ワシントン・ポスト アンドリューベイヤーなどの一部の業界専門家は「オニールはいくつかの「悪質な」ミスを犯したが、熟練した調教師ではある」と擁護した。ロサンゼルス・タイムズのビル・ドワイヤーは、オニールの違反行為を「軽犯罪」と見なした。 
調教停止は7月1日で解けたため、ベルモントステークスの前にオニールは調教を再開することができた。 
この競走では厳格化されたセキュリティを特徴としており、競走の3日前から、すべての関係者が同席して出られないようにする「拘留小屋」が含まれていた。 ニューヨーク・ポストはこの環境を「オニールルール」と呼んで揶揄したが、レースの透明性を高めたとも評価された。  
レースの前日、オニールはアイルハヴアナザーが腱を損傷したとして出走を取りやめた。アイルハヴアナザーの取消決定は、競走がある週の初めの段階でオニールが馬の前肢の腫れを確認しており、獣医ジェームス・ハント博士が競走に使うとさらなる負傷が見込まれると診断したことに基づいたものであった。 しかし、競馬ファンや一部のコメンテーターは、オニールがアイルハヴアナザーを取消したのは比較的軽い腱の怪我のためではなく、「拘留されていたため、必要な方法で馬に医者をつけることができなかった」ためだと推測しましたが、多くはこれを陰謀論として片付けた。ニューヨーク州競馬・賭博委員会の会長であるジョン・サビニは、「取消という決定には失望したが、調教師と馬主は真のホースマンシップを示し、馬の福祉を第一に考えた」とコメントした。

## 主な管理馬

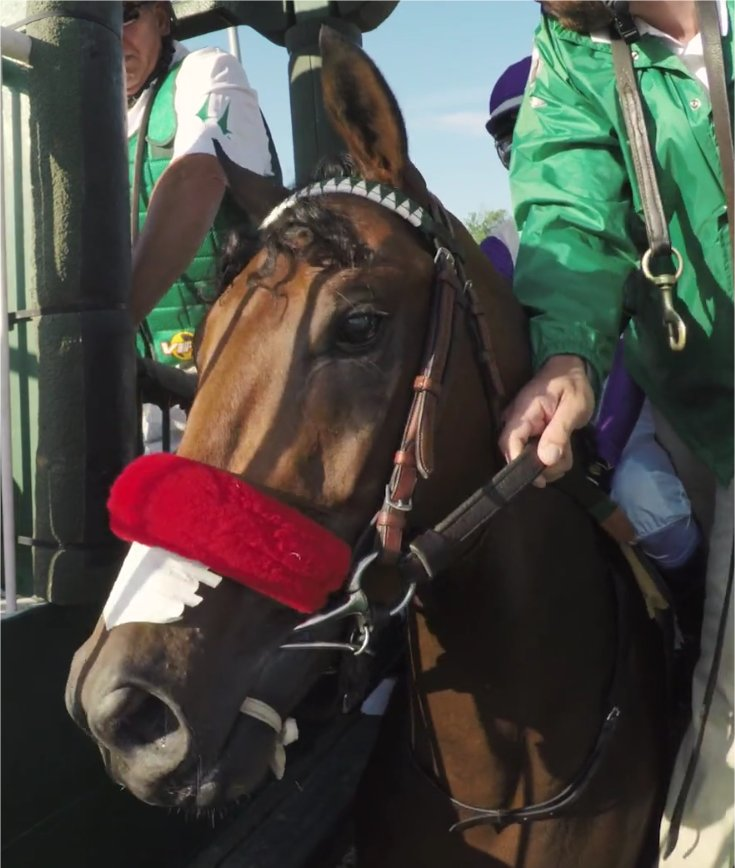
主な管理馬の一頭、ナイキスト。

以下は主な管理馬と勝ち鞍。グレード表記は競走当時のもの。
- グレートハンター Great Hunter - ブリーダーズフューチュリティステークス（G1）、ロバート・B・ルイスステークス（G2）。
- アイルハヴアナザー I'll Have Another - ケンタッキーダービー（G1）、プリークネスステークス（G1）、サンタアニタダービー（G1）など。2012年最優秀3歳牡馬。
- ラヴァマン Lava Man - ハリウッドゴールドカップ（G1・3連覇）、サンタアニタハンデキャップ（G1・連覇）など。2015年アメリカ殿堂入り。
- メアリーフィールド Maryfield - ブリーダーズカップ・フィリー&メアスプリント（G1）、バレリーナブリーダーズカップステークス（G1）など。
- スティーヴィーワンダーボーイ Stevie Wonderboy - ブリーダーズカップ・ジュヴェナイル（G1）、ブリーダーズフューチュリティステークス（G1）。2005年最優秀2歳牡馬。
- ソーズエコー Thor's Echo - ブリーダーズカップ・スプリント（G1）、フランク・J・ドフランシス記念ダッシュステークス（G1）など。
- ゴールデンセンツ Goldencents - ブリーダーズカップ・ダートマイル（G1・連覇）など。
- ナイキスト Nyquist - ブリーダーズカップ・ジュヴェナイル（G1）、ケンタッキーダービー（G1）など。2015年最優秀2歳牡馬。